# Placette du Peuplier
 (août 2025).
Motif : Rue sans notoriété évidente. Sources secondaires semblent absentes.
- Archive Wikiwix
- Bing
- Cairn
- DuckDuckGo
- E. Universalis
- Gallica
- Google
- G. Books
- G. News
- G. Scholar
- Persée
- Qwant
- (zh) Baidu
- (ru) Yandex
- (wd) trouver des œuvres sur Wikidata

| 1. | Préciser le motif de la pose du bandeau. | Précisez le motif de la pose du bandeau en utilisant la syntaxe suivante : {{admissibilité à vérifier\|date=août 2025\|motif=remplacez ce texte par le motif}}                            |
| 2. | Informer les utilisateurs concernés.     | Pensez à avertir le créateur de l'article, par exemple, en insérant le code ci-dessous sur sa page de discussion : {{subst:avertissement admissibilité à vérifier\|Placette du Peuplier}} |

 (août 2025).
Si vous disposez d'ouvrages ou d'articles de référence ou si vous connaissez des sites web de qualité traitant du thème abordé ici, merci de compléter l'article en donnant les références utiles à sa vérifiabilité et en les liant à la section « Notes et références ».

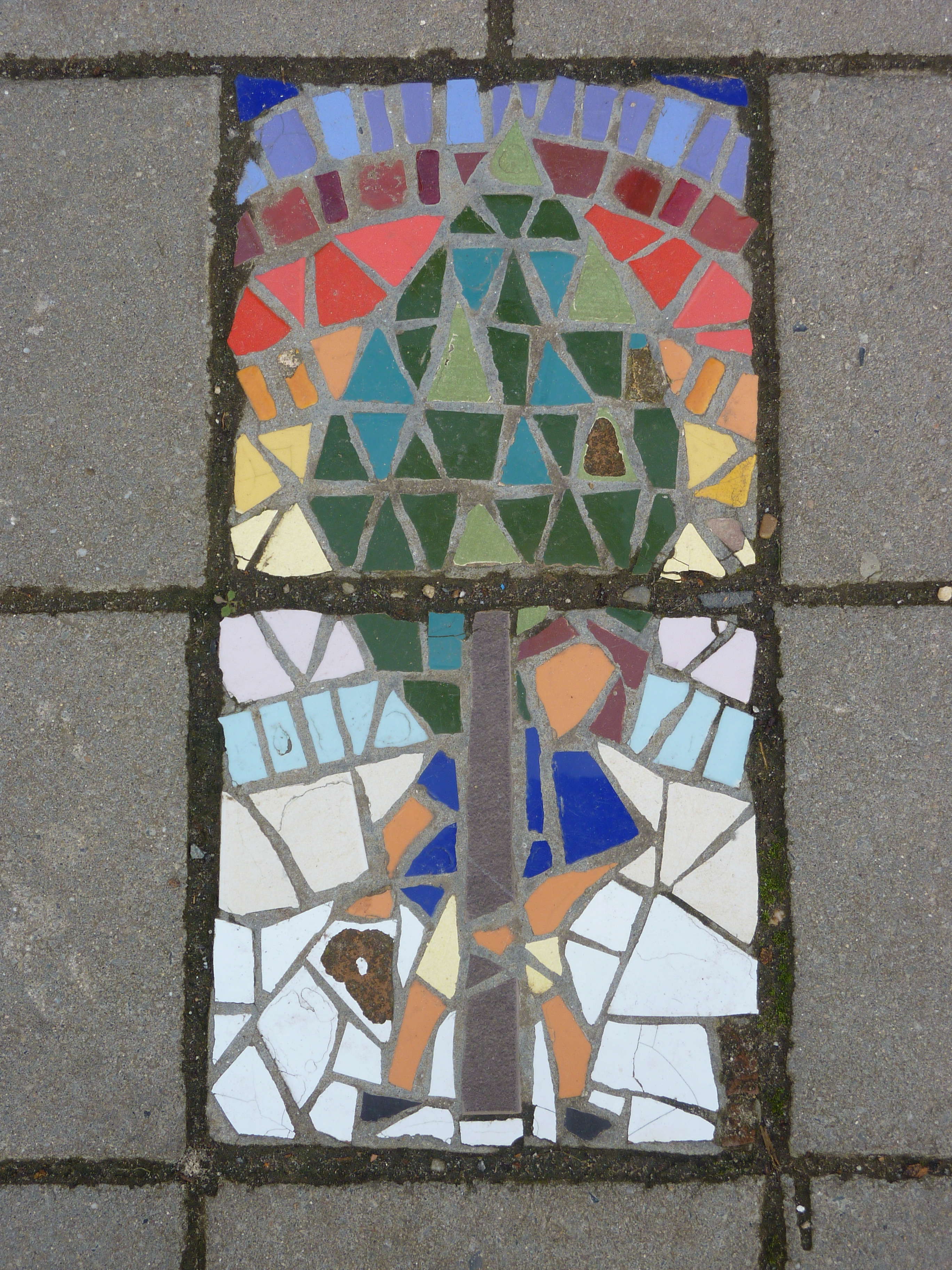
Mosaïque sur le trottoir de la placette du Peuplier

La placette du Peuplier (en néerlandais : Populierpleintje) est une petite place bruxelloise de la commune de Schaerbeek située au carrefour formé par l'avenue des Glycines, la rue Caporal Claes et l'allée des Freesias, à la limite du quartier des Fleurs et du quartier Terdelt.
Récemment nommé, cette petite place a été inaugurée le 4 juin 2010. Aucune habitation ne porte cette adresse.
L'aménagement de cette placette a pour but de sécuriser les abords de l'Institut Saint-Dominique (38 rue Caporal Claes).
Les trottoirs ont été élargis, une zone Kiss and Ride ainsi que des emplacements de parking vélos y ont été aménagés.
Ainsi, il n'est plus possible de rouler en voiture depuis la rue Caporal Claes directement dans l'allée des freesias.
Un petit peuplier a été planté au milieu de la place, d'où son nom.
Bruxelles possède également une rue du Peuplier.